# Liste des phares de Croatie
Liste des phares de Croatie : Les phares sont situés à la fois sur le continent et sur les nombreuses îles croates de la Mer Adriatique. Les principaux phares de la Croatie sont exploités et entretenus par Plovput (Croatia) , une entreprise publique du Gouvernement de la République de Croatie.
|                           |
| Carte des îles de Croatie |

|                     |
| Carte de la Croatie |

## Comitat d'Istrie
- Phare de Savudrija
- Phare du cap Zub
- Phare de Rovinj
- Phare de San Giovanni in Pelago

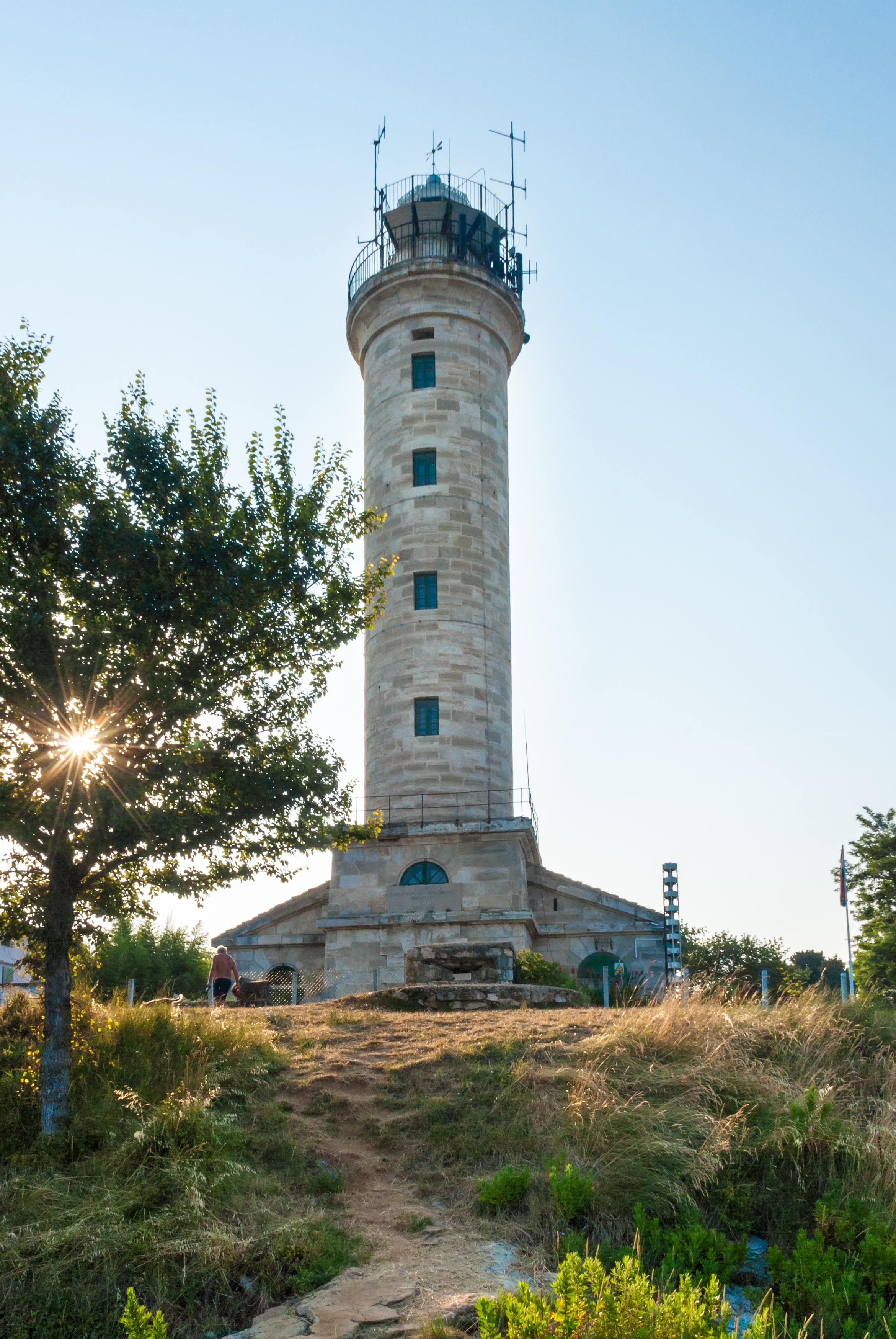
Savudrija

- Phare du cap Peneda (Archipel de Brioni)
- Phare du cap Verudica
- Phare de l'îlot de Pora
- Phare du cap Marlera
- Phare de Crna Punta

## Comitat de Primorje-Gorski Kotar

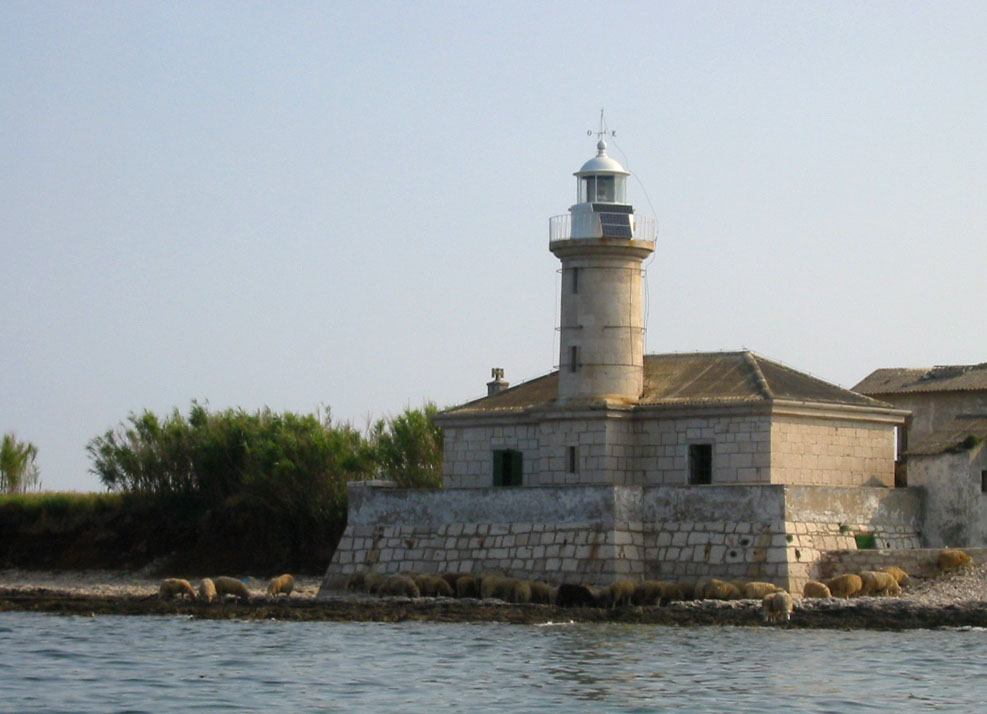
Vnetak (île Unije)

- Phare de Mlaka
- Phare du cap Oštro
- Phare de Vošćica (île Krk)
- Île Cres :
  - Phare de Prestenice
  - Phare de Zaglav
  - Phare de Trstenik
- Phare du cap Vnetak (île Unije)
- Phare de Stražica (île de Prvić)
- Phare de Murtar (île Lošinj)
- Phare de Susak (île Susak)

## Comitat de Zadar
- Phare de Vir (Île de Vir)
- Phare de Grujica (Îlot Grujica)
- Île Dugi Otok :
  - Phare de Veli Rat
  - Phare de Sestrica Vela (Tajer)

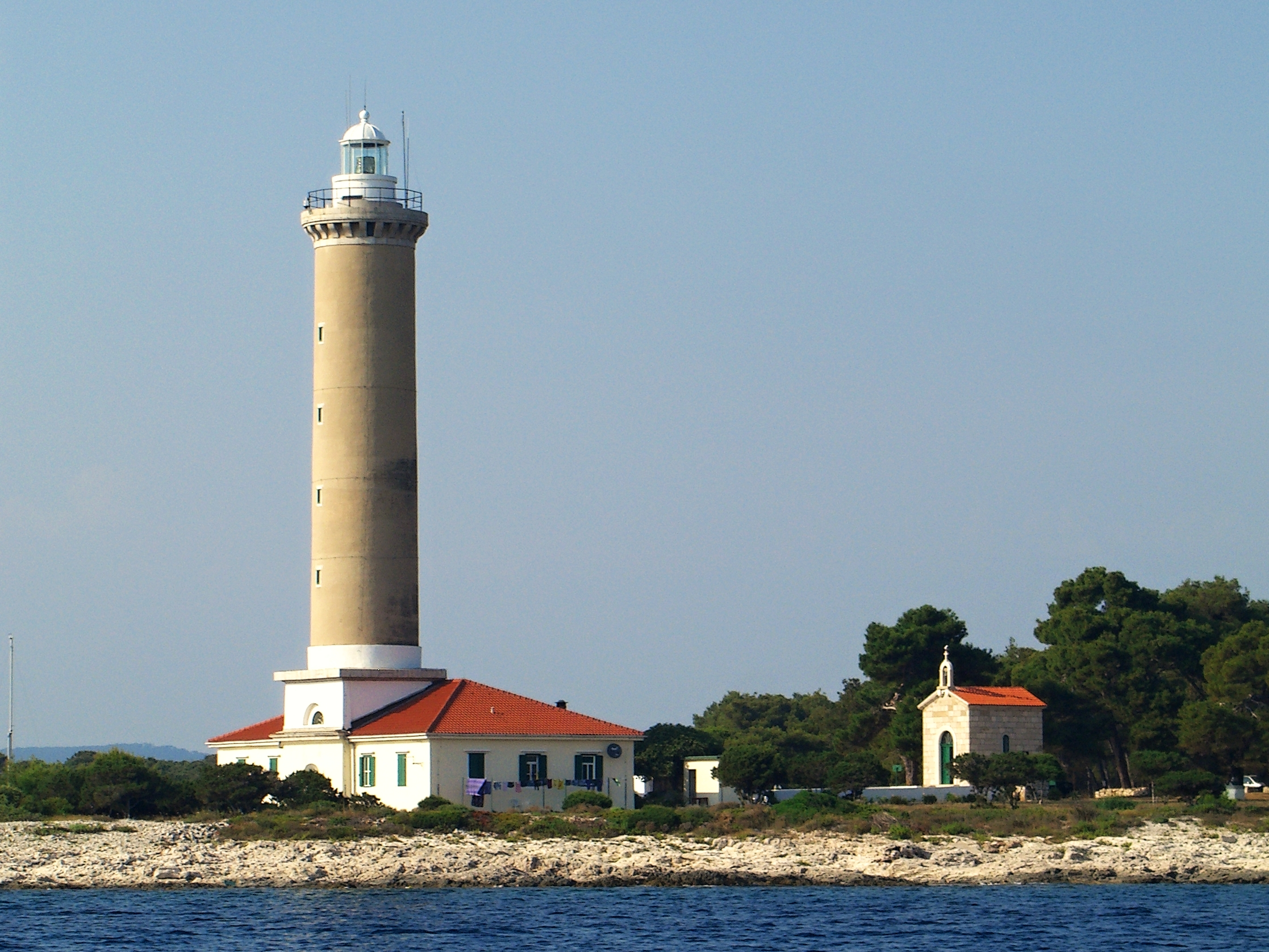
Veli Rat

- Phare de Tri Sestrice (ïlots tri Sestrice)
- Phare d'Oštri rat
- Phare de Babac (île Pašman)

## Comitat de Šibenik-Knin

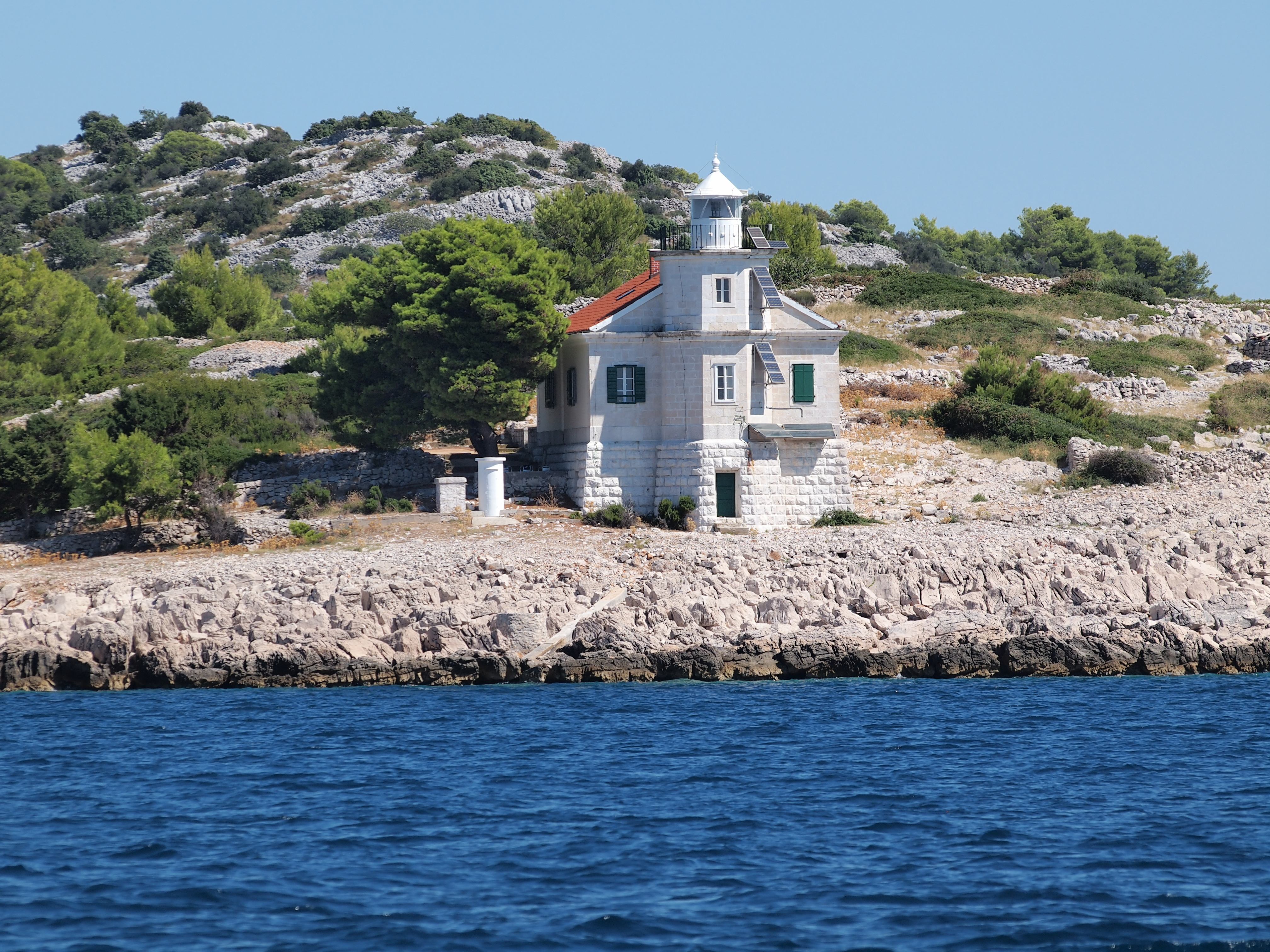
Prišnjak

- Île Murter :
  - Phare de Prišnjak
  - Phare de Kukuljari
- Phare de Jadrija
- Phare de Blitvenica (Île Žirje)
- Phare de Mulo (Îlot Mulo)

## Comitat de Split-Dalmatie

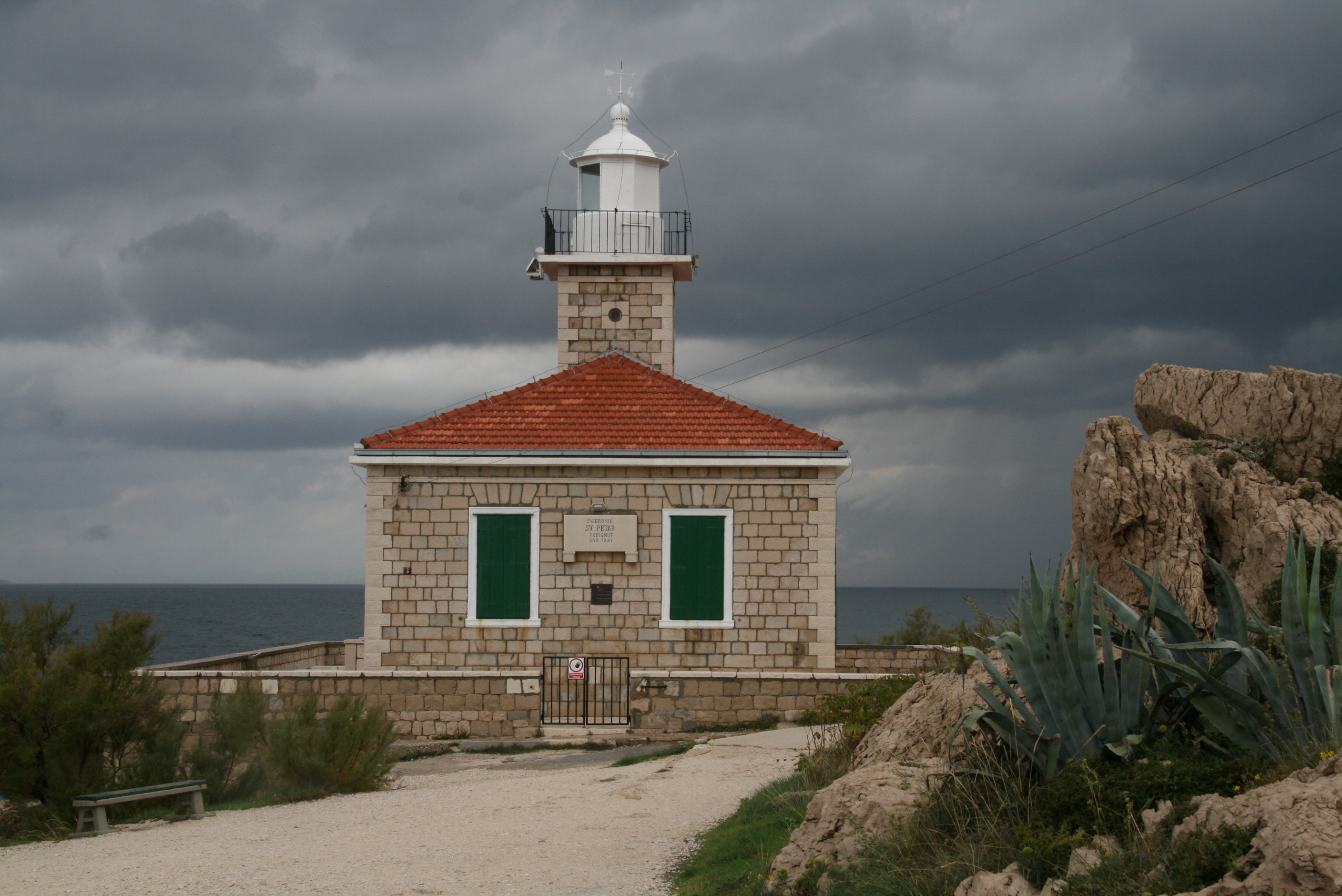
Sveti Petar

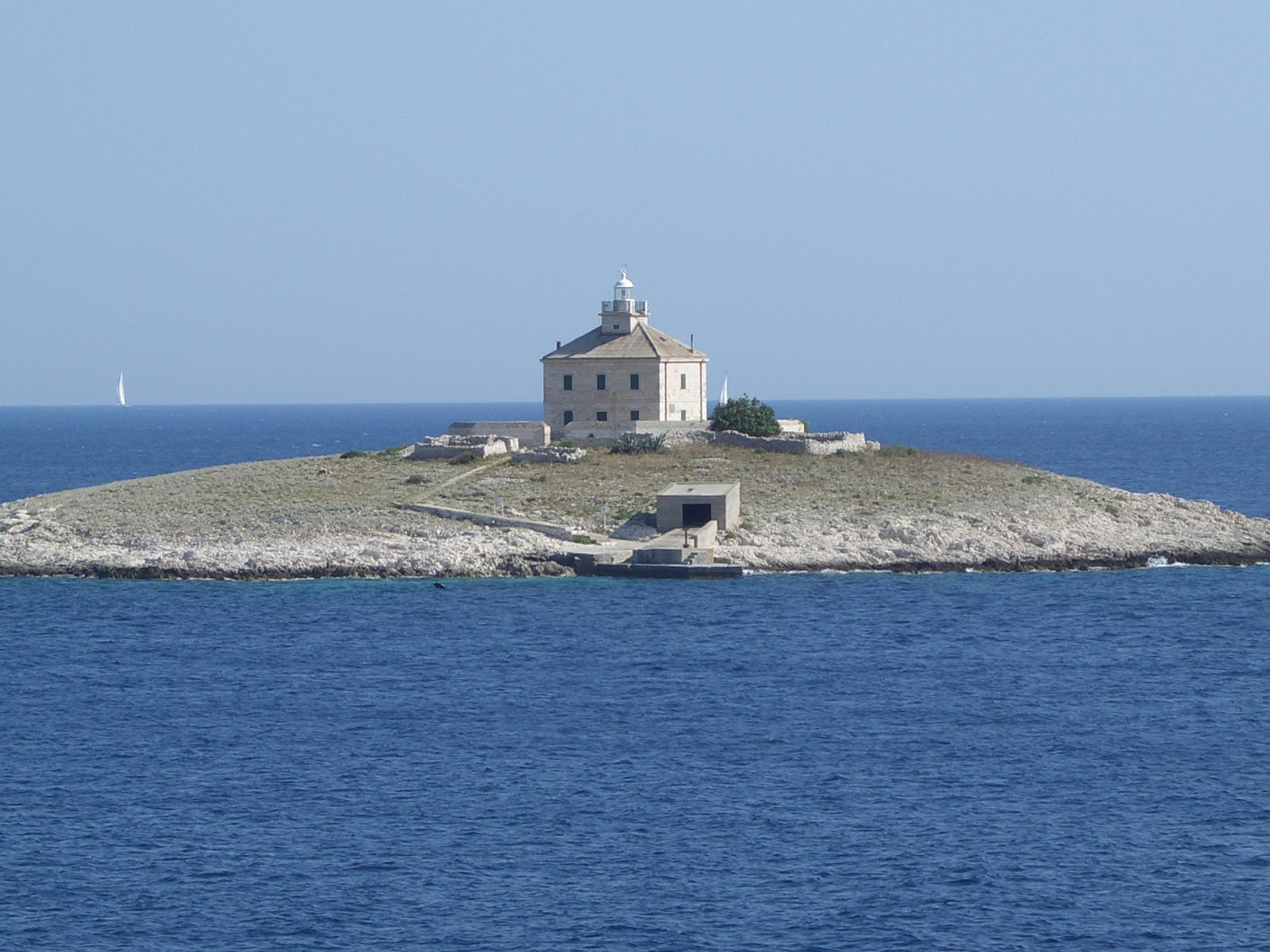
Pokonji Dol

- Phare de Murvica
- Split :
  - Phare de Split (brise-lames sud)
  - Phare de Pomorac
- Phare de Sveti Petar
- Île de Brač :
  - Phare de Ražanj
  - Phare de Sveti Nikola

- Île de Hvar :
  - Phare de Sućuraj
  - Phare de Pokonji Dol
- Île de Vis :
- Phare de Stončica
- Phare de Host

## Comitat de Dubrovnik-Neretva

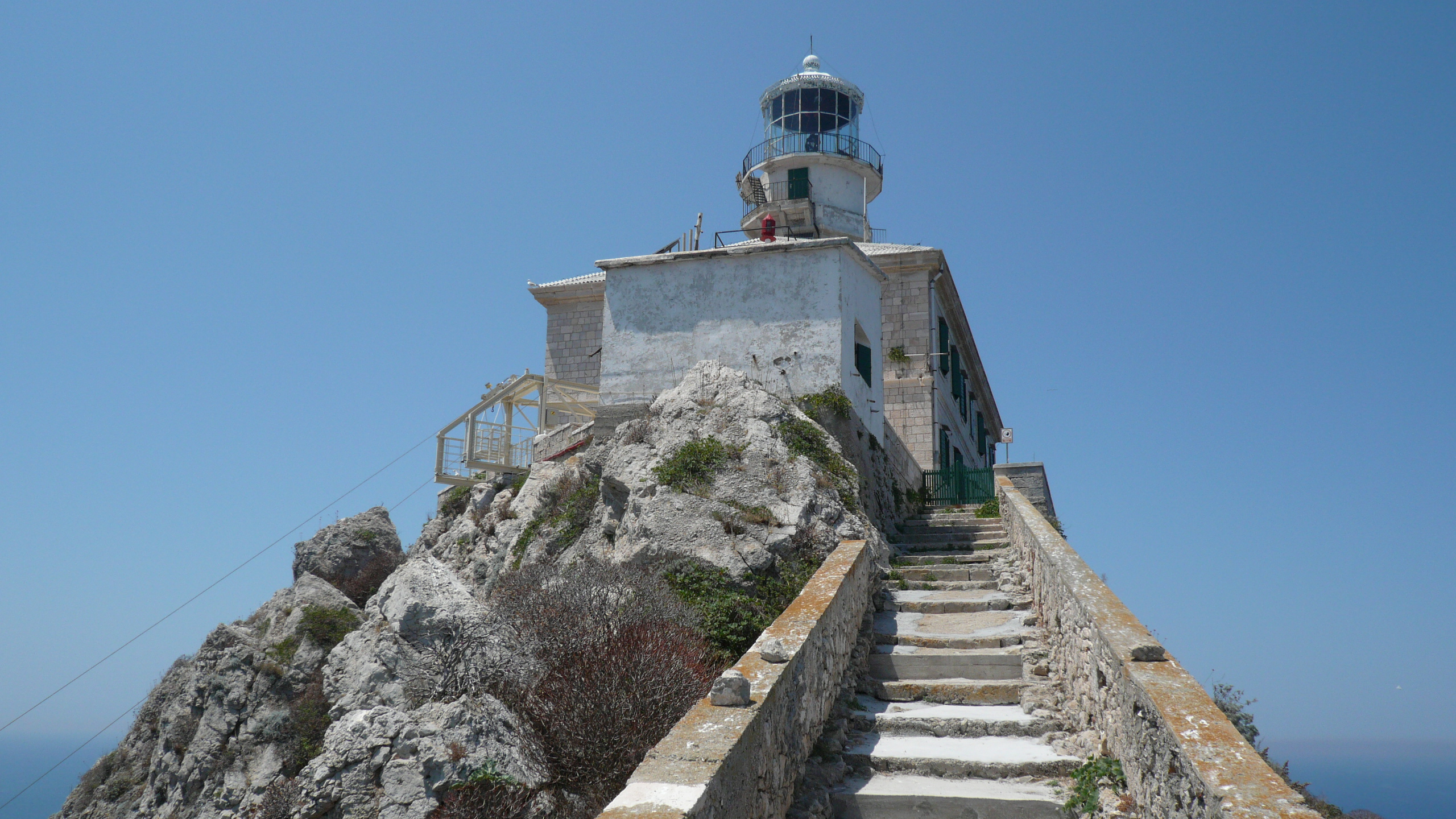
Palagruza

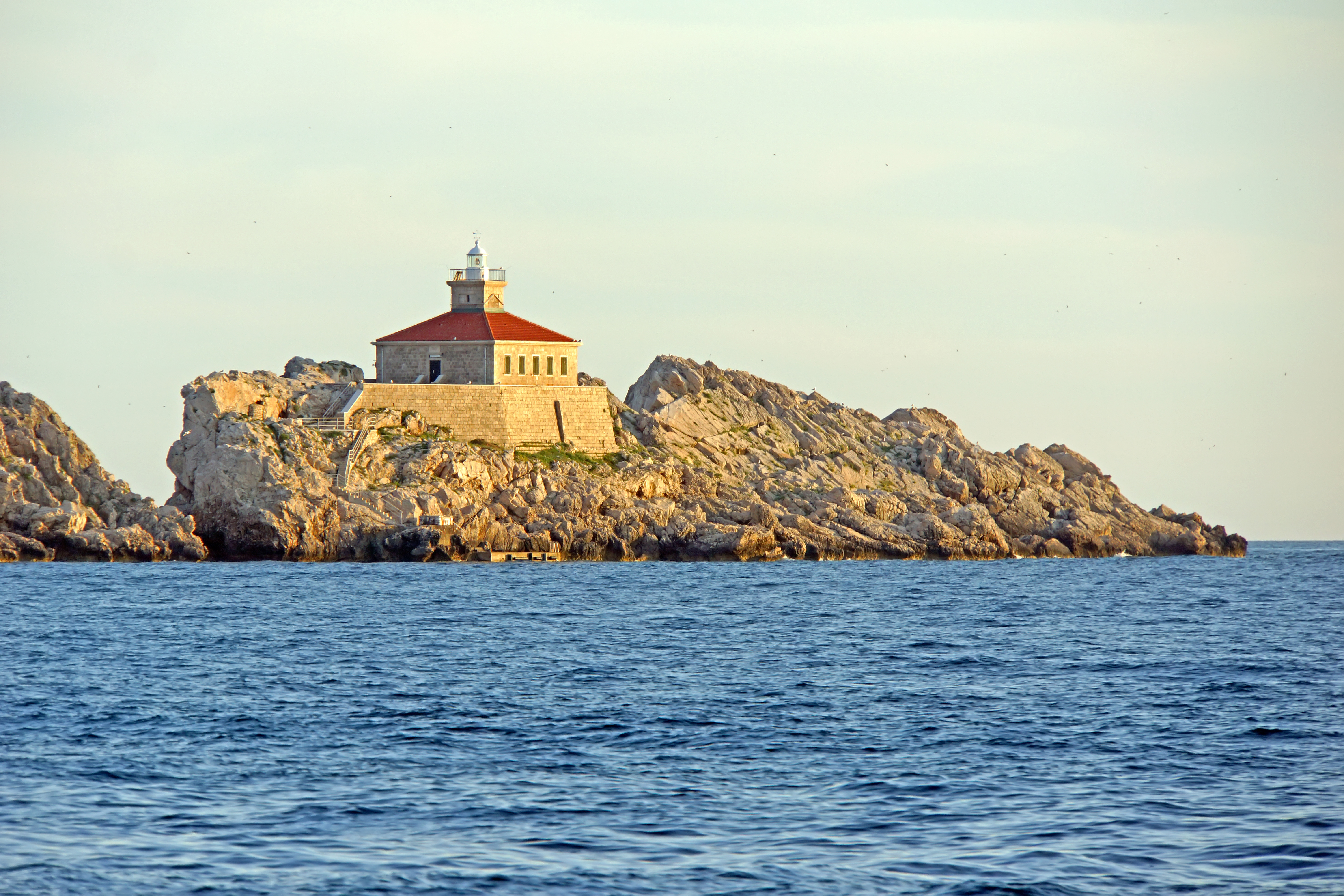
Grebeni

- Île de Korčula :
  - Phare de Sestrica Vela (Korčula)
  - Phare de Pločica
  - Phare de Ražnjić
- Île de Lastovo :
  - Phare de Struga
  - Phare de Sušac

- - Phare de Glavat
- Phare de Sveti Andrija
- Phare de Daksa
- Phare de Grebeni
- Phare du cap Oštra
- Phare de Palagruža